# Handball-Regionalliga Süd 1979/80
Die Saison 1979/80 der Handball-Regionalliga Süd war die elfte Spielzeit, welche der Süddeutschen Handballverband (SHV) organisierte und als zweithöchste Spielklasse im deutschen Ligensystem geführt wurde.

## Süddeutsche Meisterschaft
Meister wurde der VfL Günzburg, der sich dann über die Aufstiegsspiele für die Handball-Bundesliga qualifizieren konnte. Vizemeister war der TSV 1896 Rintheim mit einer um 17 Tore besseren Differenz gegenüber dem TSV 1905 Rot. Die Abstiegsplätze belegten TG 1848 Donzdorf und TV 1893 Neuhausen.

### Teilnehmer
An der Regionalliga Süd nahmen zwölf Mannschaften teil. Neu waren die Aufsteiger SV 1899 Niederbühl, TSV 1905 Rot dazu der Absteiger aus der Bundesliga TSV 1896 Rintheim. Nicht mehr dabei waren TSV Birkenau, Aufsteiger in die Bundesliga sowie die Absteiger TV Weilstetten und TG 1848 Würzburg.

### Modus
Es wurde eine Hin- und Rückrunde gespielt. Der Erstplatzierte war Süddeutscher Meister und für die Aufstiegsspiele zur Handball-Bundesliga 1980/81 qualifiziert, die beiden Letztplatzierten waren Absteiger in ihre Landesverbände.

### Abschlusstabelle Meisterschaft
Saison 1979/80 
|     | Mannschaft             | Spiele | Punkte |
| --- | ---------------------- | ------ | ------ |
| 1.  | VfL Günzburg           | 22     | 35:9   |
| 2.  | TSV 1896 Rintheim (A)  | 22     | 26:18  |
| 3.  | TSV 1905 Rot (N)       | 22     | 26:18  |
| 4.  | SG Leutershausen       | 22     | 24:20  |
| 5.  | TuSpo Nürnberg         | 22     | 24:20  |
| 6.  | TSV 1895 Oftersheim    | 22     | 23:21  |
| 7.  | TSB Horkheim           | 22     | 22:22  |
| 8.  | TuS Schutterwald       | 22     | 21:23  |
| 9.  | SV 1899 Niederbühl (N) | 22     | 20:24  |
| 10. | TSG Oßweil             | 22 *   | 17:27  |
| 11. | TG 1848 Donzdorf       | 22     | 17:27  |
| 12. | TV 1893 Neuhausen      | 22     | 12:32  |

(A) = Absteiger aus der 2. Bundesliga (N) = neu in der Liga (*) = hatte das bessere Torverhältnis
 Süddeutscher Meister und Aufsteiger in die Handball-Bundesliga 1980/81
  „Für die Regionalliga Süd 1980/81 qualifiziert“
  „Absteiger“ in die Oberligen